# Форчеле (Ријети)
Форчеле је насеље у Италији у округу Ријети, региону Лацио.
Према процени из 2011. у насељу је живело 13 становника. Насеље се налази на надморској висини од 1144 м.